# Скола, Анджело
Анджело Скола (итал. Angelo Scola; род. 7 ноября 1941, Мальграте, Ломбардия, королевство Италия) — итальянский кардинал. Патриарх Венеции и примас Далмации с 5 января 2002 по 28 июня 2011. Архиепископ Милана с 28 июня 2011 по 7 июля 2017. Кардинал-священник с титулом церкви Санти-XII-Апостоли с 21 октября 2003.
Скола — известный учёный, автор многочисленных, переведённых на несколько языков, теологических и педагогических работ на такие темы, как биомедицинская этика, человеческая сексуальность и брак, теологическая антропология, семья. Его перу принадлежат более 120 статей в философских и теологических научных журналах. Кардинал Скола также основал академический институт Studium Generale Marcianum и журнал Oasis, публикующийся на итальянском, английском и арабском языках и предназначенный для христиан, живущих в исламском мире.
В своей пастырской работе уделяет особое внимание вопросам образования, культуры, семьи, молодёжи, формирования духовенства, обновления приходской жизни, пастырской заботе о рабочих.
Говорит на французском и немецком языках.

## Образование
Родился в семье водителя грузовика и домохозяйки, младший из двух сыновей (старший брат Пьетро умер в 1983 году). Посещал лицей Манцони в Лекко, где участвовал в движении «Студенческая молодёжь» (итал. Gioventù Studentesca).
Изучал философию в Католическом университете Sacro Cuore в Милане с 1964 года по 1967 год, защитив в итоге докторскую диссертацию по христианской философии. В это же самое время Скола является сначала вице-председателем, а затем председателем миланского епархиального отделения Итальянской католической университетской федерации (итал. FUCI, Federazione Universitaria Cattolica Italiana), студенческого крыла «Католического действия».
С 1967 года учится в миланских семинариях Саронно и Венегоно. После окончания учёбы, 18 июля 1970 года в итальянском городке Терамо его посвящают в священники епископ Терамо-Атри Абеле Конильи и архиепископ Милана кардинал Джованни Коломбо. Затем Скола получает свою вторую докторскую степень на этот раз в теологии, защитив диссертацию по Фоме Аквинскому в университете Фрибура в Швейцарии.
С начала 1970-х годах и вплоть до своего рукоположения в епископы в 1991 году активно участвует в работе «Comunione e Liberazione», светского духовного движения в католической церкви. Вместе с влиятельнейшими теологами XX века будущим кардиналом французом Анри де Любаком и швейцарцем Хансом Урсом фон Бальтазаром Скола в это время также принимает участие в начале издания журнала Communio.

## Преподаватель
В 1970-е годы Скола продолжает своё обучение в Париже и Монако, затем некоторое время занимается пастырской деятельностью в Италии и за её пределами. В 1979 год установится сначала лаборантом на кафедре политической философии, а затем помощником профессора фундаментальной моральной теологии в университете Фрибура. В 1982 году возвращается на родину, где назначается профессором теологической антропологии в Папском институте изучения брака и семьи имени Иоанна Павла II в Риме и, чуть позже, профессором современной христологии Папского Латеранского университета. С 1986 года по 1991 год также работает в Римской курии консультантом Конгрегации доктрины веры. Во всех учебных заведениях, где он преподавал, Скола способствовал введению стипендий для иностранных студентов, особенно приехавших на учёбу в Италию из бедных стран.

## Епископ и ректор
20 июля 1991 года папой Иоанном Павлом II назначен епископом Гроссето (Тоскана, Италия). Рукоположён в сан 21 сентября 1991 года в Риме префектом Конгрегации по делам епископов кардиналом Бернарденом Гантеном.
Как епископ Гроссето Скола уделял повышенное внимание проблемам образования детей и молодёжи, формирования духовенства (он заново открыл епархиальную семинарию), новым подходам к жизни прихода, пастырской заботе о рабочих (особенно в тяжёлый период закрытия ряда шахт в Гроссето), культуре и семье, а также открытию епархиальной миссии в г. Санта-Круз (Боливия). В это же время он написал и издал книгу для молодёжи на тему образовательной миссии Церкви.
В июле 1995 год назначается ректором Папского Латеранского университета и председателем Папского института изучения брака и семьи имени Иоанна Павла II и оставляет епископскую кафедру. Параллельно пишет монографию о теологии фон Бальтазара. С 1995 года и до смерти Иоанна-Павла II в 2005 году является членом Конгрегации по делам духовенства, а также членом Епископской комиссии по католическому образованию Конференции итальянских епископов. С 1996 года возглавляет Комитет Институтов религиозных исследований, который занимается проблемами теологического образования мирян в Италии.

## Патриарх Венеции
5 января 2002 года назначается преемником кардинала Марко Че на посту патриарха Венеции и примаса Далмации.
Возведён в сан кардинала на консистории 21 октября 2003 года. Кардинал-священник церкви Санти-XII-Апостоли в Риме. Участвовал в Конклаве 2005, избравшим папой римским Бенедикта XVI. Перед началом работы Конклава рассматривался специалистами как один из папабилей, однако по неподтверждённым данным не получил в его ходе ни одного голоса.
Кардинал Скола, наряду с кардиналом Теттаманци, принадлежит к умеренному крылу в Коллегии кардиналов.

## Архиепископ Милана
28 июня 2011 года, после долгих обсуждений и перипетий, кардинал Скола был переведён на Миланскую кафедру, сменив кардинала Диониджи Теттаманци, который подал в отставку в связи с достижением канонического возраста отставки. 21 сентября 2011 года Римский папа Бенедикт XVI возложил на Анджело Сколу паллий.
Участник Конклава 2013 года.
7 июля 2017 года Папа Франциск принял отставку архиепископа Милана кардинала Анджело Сколы. Папа назвал преемником кардинала Сколы монсеньора Марио Энрико Дельпини — вспомогательного епископа и генерального викария архиепархии Милана.
7 ноября 2021 года кардиналу Сколе исполнилось 80 лет и он потерял право на участие в Конклаве.